# Weißenhaus (Wuppertal)
Weißenhaus ist ein Wohnplatz im Norden der bergischen Großstadt Wuppertal.

## Lage und Beschreibung
Der Wohnplatz liegt im Norden des Wohnquartiers Dönberg im Stadtbezirk Uellendahl-Katernberg auf einer Höhe von 305 m ü. NHN an der Landesstraße 433 nahe der Stadtgrenze zu Velbert. Auf der anderen Seite der Landesstraße liegt die Hofschaft Pottstemmer, die Hofschaft Weißenibach befindet sich angrenzend östlich von Weißenhaus.
Weitere benachbarte Orte sind neben Dönberg die Wohnplätze und Hofschaften Weißenibach, Pottstemmer, Fettenberg, Busch, Neue Wiese, Am Strauch, Danz, Danzberg, Ibach, Schmiede, Grades, Jungenholz, Stürmann, Am Brass, Winterberg, Schell und Kloppwamms.
In der lokalen Mundart wurde der Ort auch als am witten Hüsken (= Am weißen Häuschen) oder em Dörrenberger Büschgen bezeichnet.

## Geschichte
Im 19. Jahrhundert gehörte Weißenhaus, zu der Zeit Weißenhäuschen genannt, zu den Außenortschaften der Kirchengemeinde Dönberg in der Stadt Hardenberg-Neviges, die 1935 in Neviges umbenannt wurde. Damit gehörte es von 1816 bis 1861 zum Kreis Elberfeld und ab 1861 zum alten Kreis Mettmann. 
Auf Messtischblättern bis Mitte des 20. Jahrhunderts ist der Ort als Weissenhäuschen oder Weißenhäuschen beschriftet.
Im Gemeindelexikon für die Provinz Rheinland von 1888 werden ein Wohnhaus mit keinem Einwohnern angegeben. Dort wird der Ort Weißenhäuschen genannt.
Mit der Kommunalreform von 1929 wurde der südliche Teil von Dönberg abgespalten und mit weiteren, außerhalb von Dönberg liegenden Nevigeser Ortschaften in die neu gegründete Stadt Wuppertal eingemeindet, der Rest Dönbergs mit Weißenhaus verblieb zunächst bei Neviges. Durch die nordrhein-westfälische Gebietsreform kam Neviges mit Beginn des Jahres 1975 zur Stadt Velbert und das restliche Dönberg wurde ebenfalls in Wuppertal eingemeindet.